# Gnidia similis
Gnidia similis är en tibastväxtart som beskrevs av C.H. Wr.. Gnidia similis ingår i släktet Gnidia och familjen tibastväxter. Inga underarter finns listade i Catalogue of Life.